# Ambroży (Kantakuzen)
Ambroży, imię świeckie Piotr Pietrowicz Kantakuzen lub Pierre Cantacuzène (ur. 16 września 1947 w Vevey, zm. 20 lipca 2009 tamże) – biskup Rosyjskiego Kościoła Prawosławnego poza granicami Rosji.

## Życiorys
Pochodził z rodu Kantakuzenów, był synem Piotra Kantakuzena i jego żony Olgi zd. Orłowej. Ukończył liceum klasyczne, a następnie studia na wydziale prawa Uniwersytetu w Lozannie. W ciągu kolejnych siedmiu lat pracował w szkole średniej jako nauczyciel języka francuskiego i podstaw prawa.
Święcenia diakońskie, a następnie kapłańskie przyjął w 1976 w Genewie w ramach Rosyjskiego Kościoła Prawosławnego poza granicami Rosji. Od 1978 obsługiwał świątynie w Lozannie i Vevey, proboszczem miejscowej parafii pozostał do końca życia. Wyjeżdżał również do innych placówek duszpasterskich Kościoła w Belgii, Francji i Włoszech. W 1991 otrzymał godność protoprezbitera. Wieczyste śluby mnisze złożył 6 września 1993.
26 września tego samego roku został wyświęcony na biskupa Vevey, wikariusza eparchii genewskiej i zachodnioeuropejskiej. Siedem lat później został jej ordynariuszem. Na urzędzie pozostał przez sześć lat, następnie na własną prośbę przeszedł w stan spoczynku i zamieszkał na stałe w Vevey. Brał udział w rozmowach między Cerkwią Zagraniczną a Rosyjskim Kościołem Prawosławnym, przygotowujących połączenie obydwu Kościołów po kilku dziesięcioleciach rozłamu.
W styczniu 2009 roku, będąc już ciężko chorym, brał udział w pracach Lokalnego Soboru Rosyjskiego kościoła prawosławnego.
Zmarł w Vevey i został pochowany na tamtejszym cmentarzu św. Marcina.